# Wilanowo Załęskie
Wilanowo Załęskie (kaszb. Wilanowò, niem. Willanowo) – część wsi Hopy w Polsce, położona w województwie pomorskim, w powiecie kartuskim, w gminie Przodkowo.
Teren historycznej wsi Wilanowo podzielony jest obecnie między 2 sołectwa. Część (o numerze w bazie TERYT 0169472) należy do sołectwa Barwik, a część nazwana Wilanowo Załęskie (TERYT 0169549) do sołectwa Hopy.
Nazwa wsi jest nazwą przeniesioną z miejscowości Wilanów - obecnie dzielnicy Warszawy. Nastąpiła jedynie zmiana sufiksu -ów, na typową, m.in. dla nazw miejscowości na ternie Kaszub, końcówkę -owo. Warszawski Wilanów pierwotnie nosił nazwę Milanów. Po zakupieniu jego terenów przez króla Polski Jana III Sobieskiego, jego żona Marysieńka nazwała miejscowość Villa Nova (łac. Nowa Osada), z czego potem stworzono Wilanów.
W latach 1975–1998 Wilanowo Załęskie administracyjnie należało do województwa gdańskiego.